# Ванг Манг
Ванг Манг (кин: 王莽; пин: Wáng Mǎng; 46. п. н. е. Хандан — 6. октобар 23, Чанган) био је цар Кине (8—23), оснивач и једини владар династије Син, која је на кратко заменила династију Хан. Представља контроверзну личност у кинеској историји. Неки га сматрају бескрупулозним узурпатором, а неки визионаром и друштвеним реформатором, чија су се начела, међутим, показала као утопија. Био је конфучијански учењак и хваљен као способан политичар, али се показао неспособним владаром.
Ванг Манг је био члан великодостојничке породице која се браком повезала са царским кланом Лију. Његова моћ је све више јачала. После смрти цара Аија 1. п. н. е. постао је регент његовом малолетном наследнику Пингу, а после њега и његовом наследнику Лију Јингу. Након неколико година пажљивог стварања култа личности, 9. године прогласио се царем и основао династију Син. Иако је добио власт убиствима и интригама, Ванг Манг био је реформиста који је желео да створи бољу, мање корумпирану администрацију. Надахнут конфучијанским учењем, спровео је читав низ реформи. Национализовао је сву земљу у држави, поделио је на једнаке делове и дао сељацима који су је обрађивали. На тај начин је ударио у саме темеље моћи феудалаца који су исту ту земљу изнајмљивали сељацима по изразито високим ценама. Затим је укинуо ропство и давао безинтресне позајмице сељацима да би им помогао да унапреде своја имања. Престао је да употребљава злато за ковање новца и заменио га бронзом, цене је утврдио на разумном нивоу и преузео сву производњу и расподелу различитих сировина, међу осталима гвожђа и соли.
Феудалци, осетивши да су њихови интереси директно угрожени реформама Ванг Манга, склопили су савез и успротивили су му се уз подршку клана Лију. Немири у царству изазвали су одметања одређених групација и формирања банди које су нападале села и градове. Ванг је веровао да ће добре институције напослетку донети мир Кини. Међутим, његове идеје су постале непопуларне и међу сељацима, па је цар одлучио да напусти све своје реформе, али је било сувише касно. Године 23. царску престоницу Чанган опсели су удружени побуњеници предвођени кланом Лију. Град је уништен, а Ванг Манг је убијен, после чега је наступила обнова династије Хан.

## Порекло и политички успон
Ванг Манг се родио 46. п. н. е. на територији коју данас обухвата град Хандан, у аристократској породици Ванг. У доба његовог рођења, његова рођака Ванг Џенгђун је била царица, прва супруга цара Јуана. То је био почетак периода вртоглавог пораста моћи и утицаја клана Ванг, који је постао још већи за време владавине цара Ченга, сина цара Јуана и Ванг Џенгђун. Године 8. п. н. е. цар га је поставио за војног команданта, међутим, није се задржао на том положају. Већ следеће године цар Ченг је умро и, како није имао деце, на престолу га је наследио синовац Лију Сјин, који ће постати познат као цар Аи. Аијев долазак на престо представљао је победу франкције на двору која није била наклоњена клану Ванг, па је Ванг Манг био пензионисан. Нови цар је умро већ 1. п. н. е. када се клан Ванг немилосрдно обрачунао са својим противницима и вратио своју пређашњу моћ, па чак је и повећао.

## Регент
За новог цара био је изабран Аијев брат од стрица Лију Кан, који ће постати познат као цар Пинг, осмогодишње дете. За регента малолетног цара велика царица мајка Ванг Џенгђун изабрала је Ванг Манга. Његово регентство обележено је релативним миром. Регент, иначе ученик конфучисте Ђија Хуа, посвећивао је нарочиту пажњу образовању. У то време Царски универзитет похађало је више од 7.000 студената који су добили колективно име џушенг. Захваљујући напорима Ванг Манга и Лију Сина, учењака кога је регент 1. год. н. е. поставио за сихеа, Класици написани на старом писму добили су исти третман као и Класици написани на новом. Што се тиче спољне политике, наставили су да се развијају контакти са западним земљама преко Пута свиле, где се број путника стално повећавао. У Кину су одатле долазили бисери, лазулит и друго, а на запад одлазили злато и свила. Пријатељске односе царски двор је одржавао са краљевством Хуангџи. Према Хан шуу, цар Пинг „послао је богате поклоне краљу Хуангџија, који му је заузврат по емисарима послао живог носорога”.
Незадовољан Ванг Манговим диктаторским регентством, његов син Ванг Ју је сковао заверу са царевим рођацима из клана Веи да свргне оца. Након што је открио заверу и 3. године погубио заверенике, Манг је консолидовао своју власт. Прво је 4. године своју кћерку одредио за супругу младом цару, а потом га, следеће године, наводно, отровао како би спречио његову каснију освету за смрт рођака. Како би што дуже остао регент, Манг је затим на престо довео бебу, Лију Јинга. После пар година пажљивог грађења култа личности, Ванг Манг се 8. године осетио довољно моћним да себе прогласи царем. Лију Јинг је био свргнут и затворен у кућни притвор, чиме се завршила владавина династије Западни Хан, а Ванг Манг је основао Нову династију — династију Син (кин: 新朝; пин: Xīn cháo).

## Реформе
За време Ванг Манговог регентства, конфучијански учењаци су упорно наглашавали како цар треба да „служи Небу по узору на старе” и да „уводи обреде и саставља музику”. Како ове тезе легалистички мислиоци нису успели да успешно оповргну, дошло је до архаичних реформи када је Ванг Манг ступио на престо. Он је био убеђен да „када се институције учврсте онда државом, по природи ствари, завлада мир”. Себе је поредио са војводом од Џоуа и настојао да реформски покрет подигне на виши ниво увевши политички програм „обнове прошлости и реформисања институција”. Циљеве тог програма доследно су спроводили конфучијански учењаци, па је зато цар постао њихов главни заштитник.
Ванг Манг је снажно подржавао изучавање Старих класика, постављајући професоре за Цуоове коментаре, Маоове коментаре Класичне књиге песама, Изгубљене обреде, верзију на старом писму Класичне књиге докумената и Обреде Џоуа (Џоу ли), написане на старом писму. Он је такође из свих делова државе доводио на двор и у престоницу људе упућене у изгубљене верзије разних класика, древне записе, астрономију, календарски систем, звона и свирале, филологију, писмо, окултне вештине и биљну медицину, као и људе који су били у стању да предају Пет класика, Аналекте, Књигу синовљеве оданости и Ерја, речник коришћен за тумачење Класика. За 10.800 студената, који су кренули у престоницу да на двору расправљају о текстовима или бележе расправе, направљено је 10.000 спаваоница. Према Санфу хуангтуу, расправи о престоници Чангану, „могли сте ходати испод стреха и доћи до свих далеких и блиских места а да не покиснете ако пада киша и не изложите се јаком сунцу за време летњих врућина”. Главни саветник Лију Син и други чиновници добили су задатак да о хиљадама ових учених људи шаљу извештаје цару. Ово деловање Ванг Манга било је у великој мери налик на састанак који је цар Сјуен сазвао у Шићу павиљону, мада је ово окупљање било знатно веће, а обим расправа много шири. Циљ је био „да се исправе погрешне идеје и уједине различите теорије”. Због тога је изучавање Старих класика усмерено на проучавање Цуоових коментара којим се бавио Лију Син постао правоверна грана учености која је уживала подршку двора.
Ванг Манг је од Лију Сина тражио успостављање нових институција у име обнове старих традиција династије Џоу. Лију Син је убрзо формулисао нове ритуалне одредбе. Према једној, сваки човек у држави, осим цара, морао је имати име састављено само од једног карактера. Такође је уведено и приношење жртава у праотачком храму. Донети су прописи за ношење одежди, за сахране и венчања, за робове, за имања и пребивалишта, за посуде и алате. Поново је уведен систем Три континуитета и Пет моћи. Двор је наредио војним заповедништвима, краљевствима, окружима, општинама и градовима да оснују школе и запосле учитеље. Започети су велики грађевински радови и подигнута је Дворана светлости, Кружни опкоп и Нуминозна тераса, проширен Царски универзитет. Такође су изграђена бројна издања за смештај учењака и жита, као и многе пијаце. Донете су чак и одредбе којима се забрањује подизање цене на тржишту, парничење по судовима; донети су закони о искорењивању лопова из градова и спречавању умирања од глади, као и пропис који забрањује да се узме ствар коју је неко изгубио поред пута и пропис по коме мушкарци и жене не могу ићи истом стазом. Цар је још реформисао чиновнички апарат, давао феудалне поседе потомцима бивших царева, обновио систем поља од девет квадрата, променио назив званичних титула, племићких чинова и места и ревидирао монетарни систем. Конфучијанци, који су се у већини залагали за овакве реформе, Обреде Џоуа, Књигу обреда (Ли ђи) и друге класике користили су као аргументе за своје тезе.

### Укидање ропства и аграрна реформа
Дошавши на власт, Ванг Манг је критиковао и неразумно власништво над земљом, за шта је окривио дволичност политике „трећине пореза”, и неразумно поступање према робовима. Затим је издао Указ о царској земљи у коме је изјавио:
Држава је, такође, изградила пијаце за трговину мушким и женским робљем, где су људска бића потрпана у торове као да су говеда и коњи. Током своје владавине цареви династије Ћин самовољно су убијали своје поданике кршећи тако вољу Неба и уносећи неред у људске односе, поступајући противно начелу по коме су „од свих бића Неба и Земље, људи најплеменитија врста”. Због тога нека се сва земља у царству од сада назива „царска поља”, а робови, мушкарци и жене, „лични следбеници”. Осим тога, ни земља ни робови не могу се више ни продавати ни куповати. Породица која има мање од осам чланова, а чија земља има више од једног ђинга, вишак мора да подели с рођацима и суседима. Свим беземљашима да се додели земља у складу са правилима и одредбама.
Обнова система поља од девет квадрата коју је Ванг Манг покушао била је усмерена на спречавање присвајања земље и претварања сељака који нису у стању да плате у робове, тј. на решавање проблема који је дуго мучио двор династије Западни Хан. Следећи традицију Џоуа, Ванг Манг је издао Указ о шест контрола, који налаже увођење државног монопола на со, гвожђе, алкохол, ковање новца, на производе са одређених планина и великих равница, као и контролу зајмова, цена и такси. Цар је ускоро попустио и дозволио је људима да се слободно баве производњом и продајом гвожђа. Циљ ових мера био је повећање државних прихода и спречавање трговаца и богатих породица да нагомилавају богатство. Међутим, аграрна реформа је наишла на велики отпор и тешко се спроводила у дело. Указ о шест контрола није донео очекиване резултате због лошег управљања и неквалификованих службеника. Вангово сурово кажњавање свих који су се противили реализацији нових мера имало је потпуно супротан ефекат и довело до бројних прекршаја који су на крају довели и до масовних сељачких устанака.

### Монетарна реформа
Ванг Манг је ковао и новац у облику ножа који је имао велику вредност, у намери да на тај начин успостави паралелу с краљем Ђингом од Џоуа, који је пре њега такође ковао велике новчиће. Касније је Ванг Манг укинуо и овај и новац од пет шуа династије Западни Хан и увео 28 нових типова валута. Овај новац дељен је на класе које су имале различита имена: једну класу сачињавао је златан новац, две класе сребрни, четири новац од корњачиног оклопа, пет класа новац од шкољки, познат и као каури новац, шест класа чинио је округли новац, а десет новац у облику ашовчића. И округли и новац у облику ашовчића прављени су од истог материјала — бакра — па су поменуте врсте заједно биле познате као „пет материјала, шест имена и двадесет осам врста”. Ванг Манг је пет пута реформисао новац, али је сваки покушај доживео неуспех. Ипак, новац кован за време династије Син се сматра једним од најбољих у историји Кине; има елегантну калиграфију, укључујући и изузетне примерке са натписима од златних инкрустација. Овај новац стварао је конфузију и почетком Источног Хана био је укинут и враћен новац од пет шуа да би се олакшавао раст привреде и друштва.
- Аверс и реверс округлог новца (ћуен) династије Син који је ковао Ванг Манг.
- Аверс и реверс новчића у облику ашова, кован за време Ванг Мангове династије Син.
- Новчић у облику ножа са натписом од злата, искован за време Ванг Мангове династије Син.

### Начин владавине
Подражавајући војводу од Џоуа, Ванг Манг је настојао да примени идеал човекољубивог владања у којем су чиновници били само техничко средство, ишавши у потпуно другу крајност од начина владавине Ћин Ши Хуанга. Осим тога, потпуни крах Ванг Мангових утопијских реформи довео је до наглог краја једне и до појаве друге фазе у политичкој и културној историји династије Хан. Методе владавине у том периоду мењале су се на сваких пар генерација. Сам Ванг Манг одбацио је спој легалистичких и конфучијанских метода цара Сјуена и у потпуности прихватао класичне конфучијанске идеје. Свака политичка филозофија доживљавала је и успон и пад што показује да је царска идеологија нестабилна и недовршена. Међутим, после неуспеха Ванг Мангових реформи ова дивергентна политичка схватања почела су да се приближавају и крећу ка коначном помирењу. Владајућа идеологија раног Источног Хана прихватала је многе Ванг Мангове методе, али су на подручју националне привреде водиле изразито реалистичку политику.

## Побуне и убиство
Већина реформи Ванг Манга доживело је неуспех. Цар је био непопуларан међу феудалцима, чији су интереси били директно угрожени аграрном реформом. Наиме, цар је феудалцима одузимао земљу, а давао је сељацима. До тада су феудалци изнајмљивали сељацима земљу по изразито високим ценама. Сељацима су даване безинтресне позајмице да би им се помогло да унапреде своја имања. Са друге стране, сељаци су били незадовољни, јер им је Указ о шест контрола, на чијој је строгој примени цар инсистирао, наносио много штете.
Осећајући се несигурно под влашћу Ванг Манга, многи феудални кланови су, зарад заштите својих чланова, утврђивали своје резиденције. На крају кад су 17. године, предвођени кланом Лију, склопили савез Љулин против цара, није било лако покорити их. Немири у царству изазвали су одметања одређених групација и формирања банди које су нападале села и градове. Ванг је веровао да ће добре институције напослетку донети мир Кини. Међутим, услед поплава и неспособности власти да се адекватно избори с њима, ускоро су се побунили и сељаци. Цар је одлучио да напусти све своје реформе, али је било сувише касно. Устанак сељака, познат као побуна Црвених обрва (Чимеи), избио је на територији Шандунга и северног Ђангсуа, територијама највише погођеним поплавама Хоангхоа. Услед нереда у долини Хоангхоа, народ Сјонгну је искористио прилику да више пута некажњено упадне у западну Кину и покори више западних држава. На тај начин додатно је угрожен слободан пролаз дуж Пута свиле, где је у кинеским протекторатима у данашњем Синђану већ неко време беснео рат између 55 тамошњих краљевина.
Године 22. целу Кину је захватила серија сељачких побуна. Користивши прилику, војска Љулина предвођена Лију Јаном нанела је царским снагама низ пораза. Почетком лета 23. године дошло је до одлучујуће битке код Кунјанга, где се царска војска сударила са побуњеницима Љулина предвођене Лију Сјуом. Погибија генерала изазвала је потпуно растројство у царској војсци и, упркос њеној огромној бројчаној надмоћи, њено повлачење. Како су сељачке побуне исрцпеле ресурсе династије Син, пут према престоници био је отворен. Људи су почели масовно да се прикључују снагама Љулина. Затим је 4. октобра у самој престоници букнуо устанак. Два дана касније побуњеници су запалили палату Веијанг, где је Ванг Манг био убијен у борби. Са њим је погинула и његова кћерка, удовица цара Пинга, која, наводно, оцу никад није опростила смрт супруга и бацила се у пламен.
Чанган је био у потпуности уништен. Нови цар постао је прво вођа побуњеника Лију Сјуан, познат као цар Генгши, а после његовог убиства Лију Сју, који ће постати познат као цар Гуанг-ву и који је обновио династију Хан са седиштем у Луојангу.

## Породица
Ванг Манг је имао две супруге. Са првом, која је касније постала позната као госпођа, а затим царица Ванг, Ванг Манг се оженио још док је био обичан државни службеник. Царица Ванг му је родила четворицу синова: Ванг Јуа, Ванг Хуа, Ванг Ана и Ванг Лина, и кћер непознатог имена, која је била супруга цара Пинга. Ванг је имала репутацију скромности, у чему је била слична Ванг Мангу. Ванг Хуо је био натеран на самоубиство кад је 5. п. н. е. убио слугу, а Ванг Ју је 3. год. н. е. погубљен због завере против свог оца регента. Овај догађај тешко је погодио будућу царицу Ванг, која је због њега ослепела. После њене смрти 21. године, Ванг Манг се оженио царицом Ши. Убрзо је уследила смрт царевих синова Ана и Лина. Лин је натеран на самоубиство услед завере против оца, а Ан је умро природном смрћу. Цар са Ши није имао деце, а клан Ванг је затрт две године касније.

## Имена
Сходно кинеској традицији, Ванг Мангу је после смрти додељено постхумно име, док је сам владар користио владарска имена. Додељено му је постхумно име цар Ђијен-сјинг (кин: 建兴帝; пин: Jiànxìngdì). Током своје владавине користио је четири владарска имена, тј. имена ере. Прво име, Чу-ши (кин: 初始; пин: Chūshǐ; 8—9), у значењу Почетак, наследио је од претходног цара Лију Јинга. Друго име Ши-ђијен-гуо (кин: 始建国; пин: Shǐjiànguó; 9—13) значило је Почетак успостављања нације, треће Тјен-фенг (кин: 天凤; пин: Tiānfèng; 13—19) Небески Фенг, а четврто Ди-хуанг (кин: 地皇; пин: Dìhuáng; 19—23) Земаљски цар.